# Khatoco Khánh Hoà FC
Le Khánh Hoà FC est un club vietnamien de football basé à Nha Trang. Le club a été fondé en 1976 et évolue au stade du 19 août à Nha Trang.
Le club évolue en 2023-2024 en V-League, la plus haute division du football vietnamien.
En 2024, le club a été menacé de rétrogradation administrative en 4e division vietnamienne à la suite de problèmes de dette et d'une grève des joueurs causée par le non-paiement des salaires. À la suite de l'intervention de l'administration provinciale, les finances du club sont redressés et le club survit. Il était cependant déjà relégué en 2e division.

## Anciens joueurs
- Emanuel Bentil
- Felix Aboagye
- Nguyễn Quang Hải